# South English
South English és una població dels Estats Units a l'estat d'Iowa. Segons el cens del 2000 tenia 213 habitants.

## Demografia
Segons el cens del 2000, South English tenia 213 habitants, 96 habitatges, i 60 famílies. La densitat de població era de 265,3 habitants/km².
Dels 96 habitatges en un 21,9% hi vivien nens de menys de 18 anys, en un 54,2% hi vivien parelles casades, en un 6,3% dones solteres, i en un 36,5% no eren unitats familiars. En el 34,4% dels habitatges hi vivien persones soles el 17,7% de les quals corresponia a persones de 65 anys o més que vivien soles. El nombre mitjà de persones vivint en cada habitatge era de 2,22 i el nombre mitjà de persones que vivien en cada família era de 2,84.
Per edats la població es repartia de la següent manera: un 23,9% tenia menys de 18 anys, un 4,7% entre 18 i 24, un 28,6% entre 25 i 44, un 24,9% de 45 a 60 i un 17,8% 65 anys o més.
L'edat mediana era de 42 anys. Per cada 100 dones de 18 o més anys hi havia 84,1 homes.
La renda mediana per habitatge era de 36.429 $ i la renda mediana per família de 51.071 $. Els homes tenien una renda mediana de 30.750 $ mentre que les dones 30.192 $. La renda per capita de la població era de 21.833 $. Entorn del 3,1% de les famílies i el 6,7% de la població estaven per davall del llindar de pobresa.

## Poblacions més properes
El següent diagrama mostra les poblacions més properes.